# Шнегг, Люсьен
Люсьен Шнегг (фр. Lucien Schnegg; 19 марта 1864, Бордо — 22 декабря 1909, Париж) — французский скульптор.

## Биография
Родился в семье выходцев из Баварии, члены которой были краснодеревщиками. Его младший брат, Гастон Шнегг (1866—1953), также был скульптором и художником.
Начал обучение у художника-орнаменталиста, практиковался в резьбе. В 1883 году получил первую премию за скульптуру в муниципальной школе рисунков города Бордо, а в следующем году поступил в студию Александра Фальгьера в Школе изящных искусств в Париже.
Представил свою первую работу, портрет брата Гастона, на Французском салоне в 1887 году. В 1898 году братья написали письмо Огюсту Родену, чтобы поддержать его против противников созданного им памятника Бальзаку.
Л. Шнегг, скульптор, близкий к Огюсту Родену, отходя от его выразительного стиля, инициировал возвращение к классической эстетике среди нового поколения скульпторов начала XX-го века. В своих работах он стремится, в противовес импрессионизму Родена, вернуться к простой, обобщённой форме; одной из любимых его идей было восстановление связи скульптуры и архитектуры. В этих своих исканиях Л. Шнегг является предвестником монументальных тенденций, которые затем стали господствующими во французской скульптуре. Несмотря па раннюю смерть, успел оказать сильное влияние на развитие ряда молодых талантливых французских мастеров — Шарля Деспио, Жанны Пупеле, Роберта Влерика, Альфреда Жана Ану и др., входивших в так называемую «Группу Шнегга».
Умер в Париже от брюшного тифа в 1909 году и похоронен на кладбище Монмартр.

## Галерея

Работы Л. Шнегга
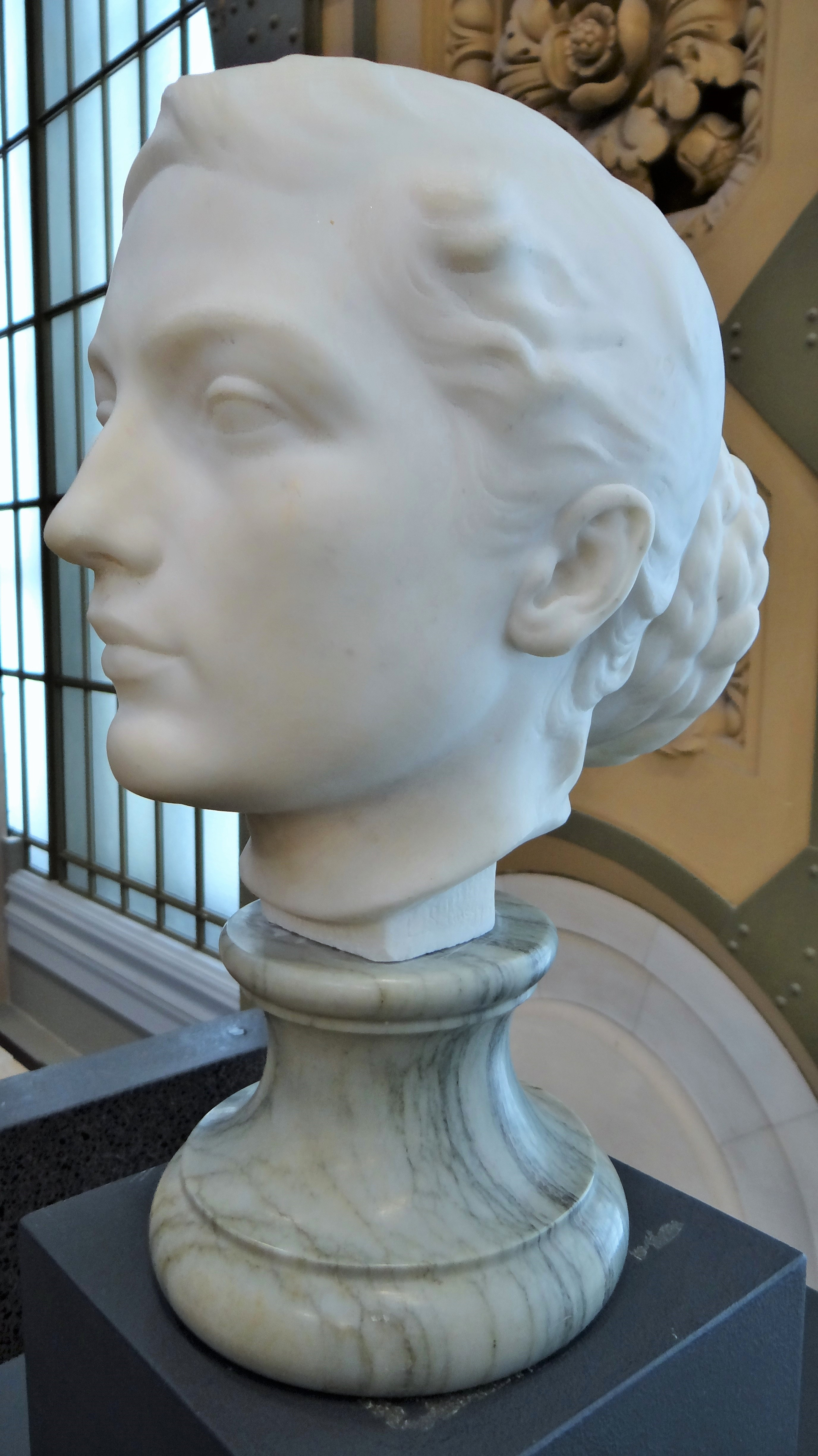
Бюст Жанны Пупеле (1901), Париж, Музей Орсе.
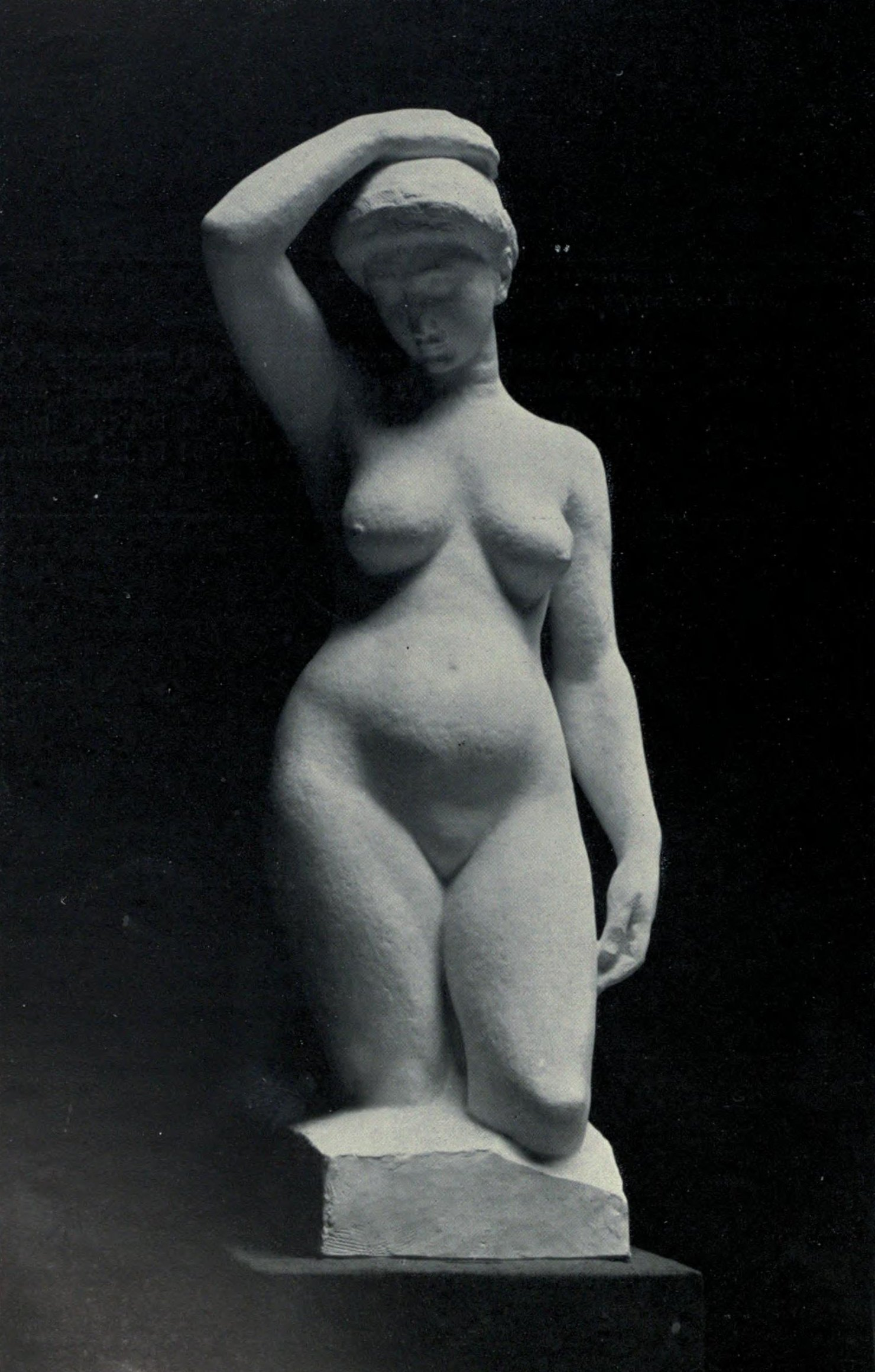
Торс Афродиты (Салон 1906)
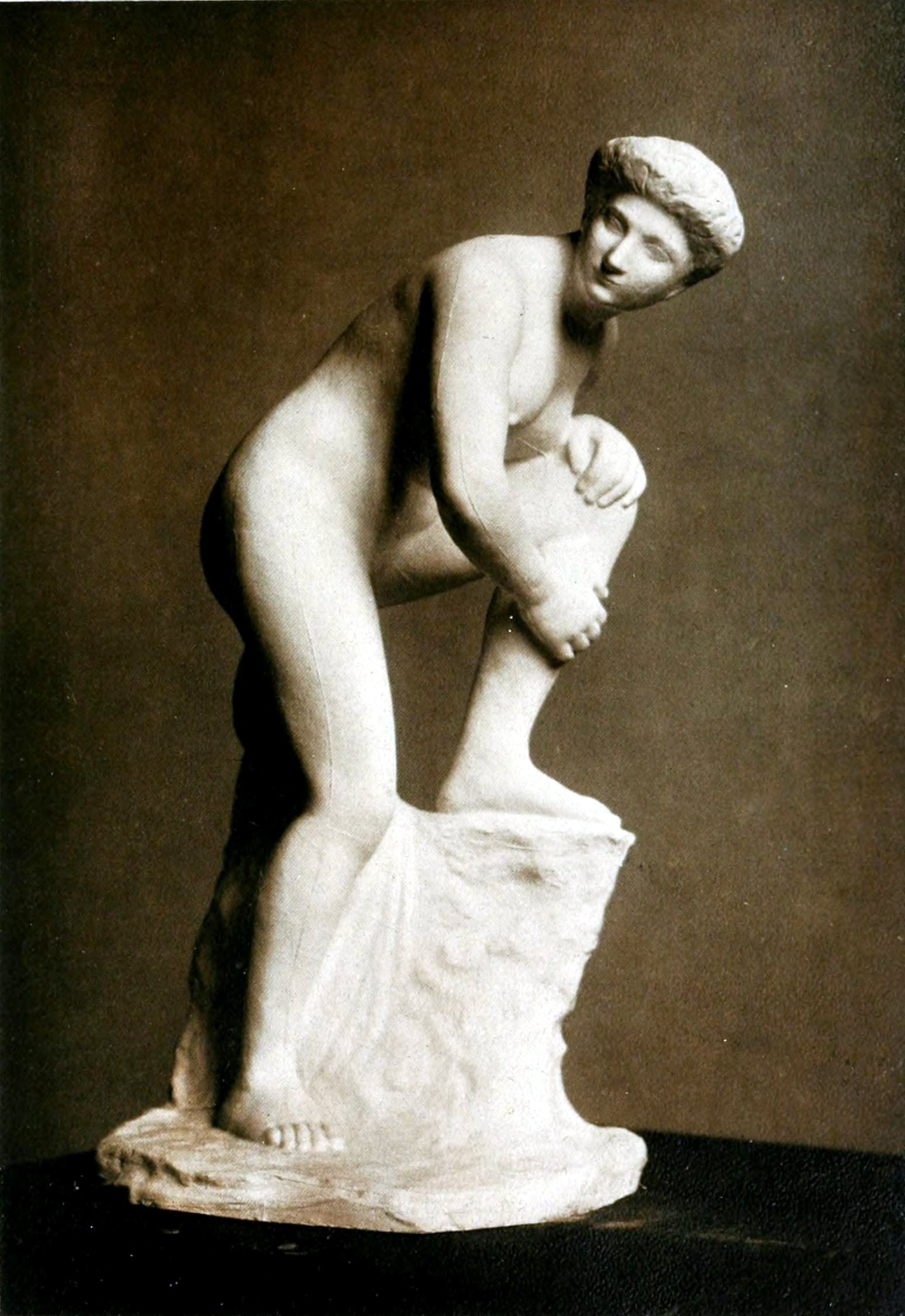
Преклонённая Афродита (Салон 1908)